# Charles F. Wennerstrum
Charles Frederick Wennerstrum (* 11. Oktober 1889 in Cambridge, Illinois; † 1. Juni 1986 in Des Moines, Iowa) war ein US-amerikanischer Jurist und Richter am Obersten Gericht von Iowa. Er wurde einer breiteren Öffentlichkeit als einer der Vorsitzenden US-amerikanischen Richter bei den Nürnberger Kriegsverbrecherprozessen bekannt.
Wennerstrum graduierte 1912 am College of Liberal Arts der Drake University und zusätzlich 1914 am dortigen College of Law (Rechts-Fakultät). Er begann im Ort Adel als Rechtsanwalt zu praktizieren und wechselte im nächsten Jahr nach Chariton, wo er viele Jahre lebte.
1916 wurde er zum County Attorney des Lucas County gewählt, diese Stellung behielt er für drei Wahlperioden. Während des Ersten Weltkrieges diente er als Leutnant. Am 10. Juli 1930 wurde er zum Richter an das Zweite Juristische Bezirksgericht gewählt, wo er längere Zeit arbeitete, bis er auf die oberste Gerichtsbank berufen wurde. 1935 wurde Wennerstrum ein Mitglied des „Board of Trustees“ der Drake Universität.
Seine Dienstzeit am Iowa Supreme Court dauerte von 1. Januar 1941 bis zum 31. Dezember 1958. Er war dort zwei Jahre lang Oberster Richter.
Von 1947 bis 1948 war Wennerstrum der präsidierende Richter im Fall VII – Generäle in Südosteuropa der Nürnberger Kriegsverbrecherprozesse, in dem zehn deutsche Offiziere u. a. des Massenmords und völkerrechtswidriger Hinrichtungen (Geiselerschießungen) angeklagt waren.
Nach seiner Pensionierung war Wennerstrum bis zu seinem Tod in Des Moines als Rechtsanwalt tätig.